# 張慧晶
張慧晶（英語：Clarice Cheung Wai-ching，1966年12月11日—），出生於香港。香港政治人物，前香港葵青區議會翠怡選區議員，前自由黨及新民黨黨員。於2015年退出新民黨後，成民主派議員。張慧晶議員於2016年公開參與立法會選舉，最後卻因欲保公民黨同街工兩黨的票數，而宣布棄選。自此被公認為民主派。

## 政治生涯
2007年區議會選舉以自由黨身份，並以1563票敗給1893票的民主黨王雪盈。
2011年區議會選舉，當時S22翠怡選區人口估算為19,334人，其中8,872位是選民，議席最終由以獨立身份參選的張慧晶以2,548票擊敗民主黨的時任議員王雪盈。選後，張慧晶曾一度加入新民黨，但兩年後便因抗拒政黨包袱為由宣告退黨。
2015年區議會選舉，當時S22翠怡選區人口估算約19,924人，其中9,698位是選民。議席由兩名均報稱獨立的候選人爭奪，包括時任本區議員張慧晶爭取連任，以及時任建制派青發區區議員潘小屏轉到此區挑戰。最終，張慧晶取得3,467高票成功當選連任投票率只有41%，有約6成當區選民放棄投票。
其後張慧晶於2016年7月27日報名參選2016年立法會選舉，並循新界西選區出選。稱自己為獨立無黨派候選人，但在其他場合卻自稱民主派。
2016年9月2日，即立法會選舉前兩日，張慧晶突然宣布隨一眾民調不高的泛民主派候選人放棄繼續競選，並呼籲其支持者將選票投予公民黨的郭家麒、街坊工友服務處的黃潤達等非建制派候選人。最後選舉慘敗，得票只得2390票，連自己區議會所得的的3000多票也保不住，由於距離最低門檻的15713票相差太遠，最後被沒收選舉按金。
2017年6月27日，向獨立媒體自稱民主派。
2019年區議會選舉，張慧晶出戰S24翠怡選區，選區估算約18,232人，其中10,660位是選民。張慧晶得票比上屆減少逾1,100票，以2,363票敗予4,274票的獨立民主派人士黃俊達，競逐連任失敗。

## 外部連結
- 張慧晶的Facebook專頁